# Ainori
Ainori (あいのり? letteralmente "viaggiare insieme" o "Car pool", ma può essere letto anche come "viaggio d'amore") è un programma televisivo giapponese prodotto da Fuji TV. Ha esordito l'11 ottobre 1999; lo spettacolo originale si è concluso il 23 marzo 2009, ma è tornato con il titolo Ainori 2 il 25 dicembre 2010. Terminato nuovamente nel 2012, è stato riproposto come co-produzione da Fuji TV e Netflix nel 2017.

## Descrizione

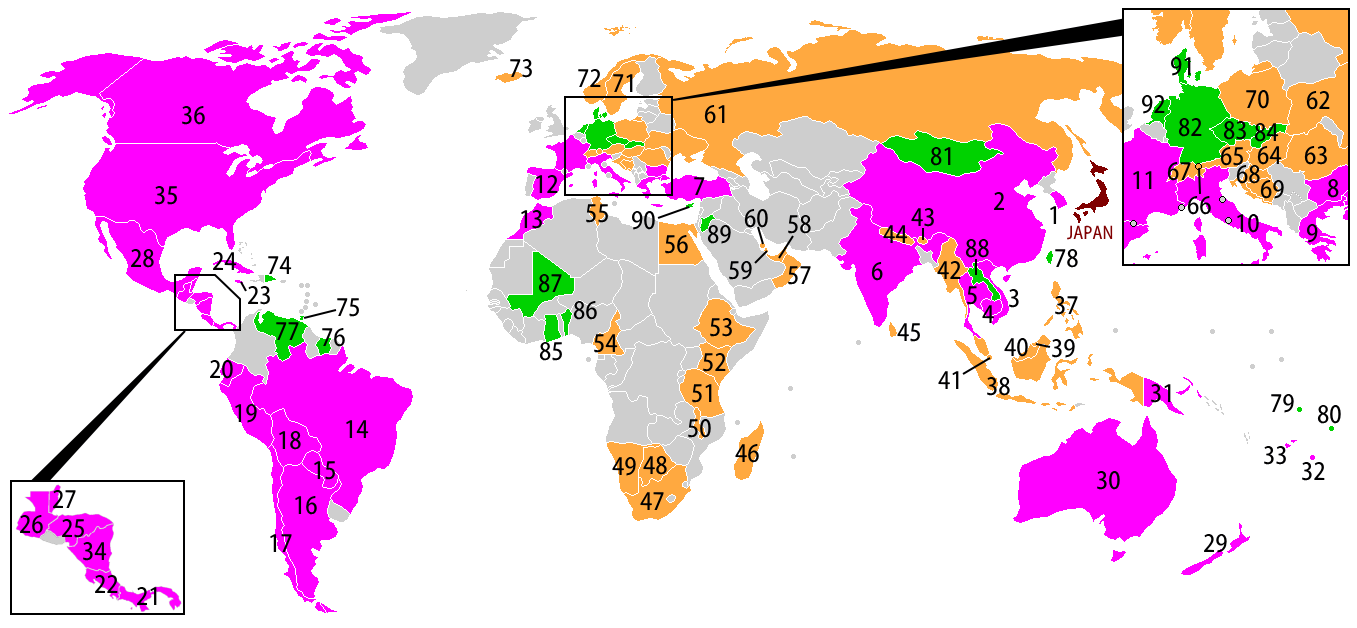
Paesi visitati su Ainori

Ainori è un reality cui sette giovani uomini e donne viaggiano per il mondo su un autobus rosa, in cerca dell'anima gemella. Il programma è strutturato sotto forma di diario di viaggio; a dicembre 2008, lo spettacolo ha seguito l'autobus attraverso 90 Paesi mentre i partecipanti esploravano sia le famose attrazioni turistiche sia i luoghi più fuori mano. I partecipanti sono guidati in ogni Paese da un nativo che funge da guida turistica e autista di autobus.
Quando un partecipante ha deciso che gli piace qualcun altro, chiede all'autista un biglietto per il ritorno in Giappone. Dichiarano quindi il loro amore all'altro concorrente e chiedono che i due tornino in Giappone insieme. Dopo una notte di riflessione, la persona che ha ricevuto la dichiarazione d'amore può rispondere con un bacio, e i partecipanti lasciano l'autobus per il Giappone; altrimenti, il partecipante rifiutato torna in Giappone da solo. Oltre alla dichiarazione d'amore, ai partecipanti è vietato parlare apertamente dei loro interessi amorosi con gli altri partecipanti, ma informano il pubblico televisivo dei loro sentimenti attraverso diari e confessioni alla telecamera (riprese quando non sono presenti altri partecipanti).
Dopo che una o più persone scendono dall'autobus, vengono aggiunti nuove concorrenti al programma, per mantenere il totale a sette persone.

## Produzione
Il primo furgone dell'amore, dopo essere stato dismesso dal programma, è stato esposto nel negozio aperto da Fuji TV a Hakone nel 2008 e lì è rimasto, anche dopo la chiusura del negozio. Inoltre, per le normative sulla circolazione dei veicoli introdotte nel 2003, non era possibile rimuoverlo senza utilizzare carri attrezzi. Nel febbraio 2020 è stato consegnato a una società di demolizione veicoli e smantellato; lo smantellamento è stato ripreso e utilizzato dalla Toyota per promuovere gli sforzi di riciclaggio di automezzi dell'azienda.

## Edizioni
| Edizione                | Puntate | Prima TV originale | Prima TV Italia |
| Ainori                  | Ainori  | Ainori             | Ainori          |
| ----------------------- | ------- | ------------------ | --------------- |
| Prima edizione          | 441     | 1999-2009          |                 |
| Ainori 2                |         |                    |                 |
| Prima edizione          | 10      | 2010-2011          |                 |
| Seconda edizione        | 10      | 2011-2012          |                 |
| Ainori: Asian Journey   | 22      | 2018               | 2018            |
| Ainori: Asian Journey 2 | 22      | 2019               | 2019            |
| Ainori: African Journey | 22      | 2020               | 2020            |

## Incidenti memorabili
Sebbene i rapporti tra il personale e i partecipanti siano vietati, si sono verificati alcuni incidenti che hanno coinvolto il personale.
- In Sud Africa, una partecipante si è innamorata della guida turistica e quando l'autobus si è fermato al confine del Paese (e si è resa conto che non l'avrebbe mai più rivisto) ha implorato i produttori di lasciarle confessare il suo amore. Lo ha fatto e i due sono diventati una coppia.
- Nella primavera del 2006, una partecipante ha avuto rapporti intimi con il tecnico audio (anche se i due non avevano mai parlato e il tecnico audio aveva una ragazza). Dopo l'incidente la partecipante femminile, un partecipante maschio innamorato di lei, il tecnico audio e un cameraman sono tornati in Giappone.

- In Costa Rica, tre partecipanti maschi sono stati arrestati dalla polizia per aver esposto le natiche ai bambini. Dopo cinque ore sono stati rilasciati dalla persuasione del personale.
- Dopo aver lasciato la Costa Rica, il programma ha evitato il Nicaragua a causa dell'insicurezza della condizione politica e ha visitato la Giamaica. Ma l'ambasciatore nicaraguense in Giappone ha protestato contro il programma. Quindi il programma ha visitato il Nicaragua dopo aver lasciato le Fiji. I partecipanti sono stati accolti come ambasciatori di buona volontà per le visite turistiche.
- Una partecipante ha sviluppato un disturbo fisico per il quale il medico le ha proibito di salire sull'autobus o qualsiasi altra posizione seduta prolungata. Per questo motivo, l'unica soluzione sembrava che avrebbe dovuto essere rimandata a casa ed essere eliminata dallo spettacolo. Tuttavia, il gruppo ha deciso che avrebbero abbandonato l'autobus e avrebbero camminato per il resto del viaggio (portando in giro tutti i bagagli), solo così la ragazza avrebbe potuto rimanere con loro.
- Nel gennaio 2006, una partecipante scoppiò in lacrime e spiegò che tre giorni prima di partire per il suo viaggio ad Ainori, un amico maschio per il quale aveva nutrito sentimenti da tempo aveva finalmente confessato il suo amore per lei. Ha spiegato che le mancava terribilmente, non poteva toglierlo dalla sua mente e probabilmente non avrebbe trovato l'amore con nessuno dei partecipanti ad Ainori, e quindi ha lasciato lo spettacolo.
- Nell'estate del 2006, durante una pausa delle riprese quando i partecipanti erano in vacanza a casa in Giappone, una partecipante scoprì che il partecipante maschio di cui era innamorata aveva una ragazza in Giappone, e in effetti aveva avuto una ragazza quando se ne andò per il suo giro del mondo (rigorosamente contro le regole di Ainori). Dopo che tutti i partecipanti erano tornati in Europa a girare lo spettacolo, l'uomo si è confrontato, alla fine ha confessato la verità ai suoi compagni di autobus e ha lasciato lo spettacolo per tornare in Giappone.

## Raccolta fondi
Dall'aprile 2004, il programma ha avviato la campagna di raccolta fondi chiamata Ainori Bokin. Questa è una donazione per i Paesi poveri visitati nel programma. Il denaro è stato utilizzato principalmente per i bambini che vivono in questi Paesi e sono state costruite le scuole chiamate Ainori Gakko (Scuola Ainori). 

## Commentatori
- Masami Hisamoto - 11 ottobre 1999-2006
- Koji Imada - 11 ottobre 1999-2006
- Haruhiko Katō - 11 ottobre 1999-20 marzo 2006
- Eiji Wentz - 10 aprile 2006-2011
- Becky - ottobre 2017 - presente
- Mayuko Kawakita - ottobre 2017-2018
- Audrey (Masayasu Wakabayashi e Toshiaki Kasuga) - ottobre 2017-2018
- Shimon Okura - ottobre 2017-2018
- Asako Ito - novembre 2018 - luglio 2019
- Natsuna Watanabe - novembre 2018 - luglio 2019
- Karina Maruyama - gennaio 2020 - presente
- Ryo Kato - gennaio 2020 - presente
- Kouhei Takeda - gennaio 2020 - presente

## Versioni internazionali
Nel dicembre 2008, Ho Chi Minh City Television ha distribuito Hành trình kết nối những trái tim, versione vietnamita di Ainori.